# 4. Jagddivision
Die 4. Jagddivision war ein Verband der Luftwaffe der Wehrmacht im Zweiten Weltkrieg.

## Aufstellung
Die 4. Jagddivision wurde am 1. Oktober 1942 aus dem Jagdfliegerführer Mitteldeutschland durch Umbenennung in Döberitz aufgestellt. Unterstellt war die Division dem XII. Fliegerkorps. An Verbänden wurden das Nachtjagdgeschwader 5 und die Luftnachrichten-Regimenter 214 und 224 unterstellt. Im Mai 1943 wurden der Division die Verbände des
- Nachtjagdraumführer 10 Parchim
- Nachtjagdraumführer 11 Stendal
- Nachtjagdraumführer 12 Völkenrode
- Nachtjagdraumführer 104 Stettin und Königsberg
- Nachtjagdraumführer 105 Berlin

unterstellt. Am 15. September 1943 erfolgte die Umbenennung der Division in 1. Jagddivision.

## Neuaufstellung
Am Tag der Umbenennung der „alten“ 4. Jagddivision in die 1. Jagddivision, dem 15. September 1943, wurde durch Umbenennung der 3. Jagddivision in Metz eine (neue) 4. Jagddivision aufgestellt. Die neue Division unterstand dem II. Jagdkorps der Luftflotte 3. Ihr Zuständigkeitsbereich umfasste Ostfrankreich, Belgien sowie die Kanalküste im Gebiet zwischen Blankenberge-Dieppe. Im Februar 1944 gliederte sich die Division wie folgt:
- Jagdfliegerführer 4 in St. Pol-Brias
- Jagdgeschwader 26 in Lille
- Nachtjagdgeschwader 4 in Chenay

In den Kämpfen nach der Alliierten Landung in der Normandie im Juni 1944 wurde die 4. Jagddivision verstärkt und umfasste, neben den genannten Verbänden, mit Stichtag zum 26. Juli 1944 das Jagdgeschwader 1 (nur Teile) sowie das Nachtjagdgeschwader 5.
Am 5. September 1944 lag der Divisionsstab immer noch in Metz. Zu diesem Zeitpunkt war nur noch das Jagdgeschwader 26 in Krefeld mit der I. Gruppe des Jagdgeschwader 77 unterstellt. Zum 8. September 1944 wurde die 4. Jagddivision aufgelöst und nicht wieder etabliert.

## Kommandeure
| Dienstgrad   | Name                   | Datum                         |
| ------------ | ---------------------- | ----------------------------- |
| Oberst       | Joachim-Friedrich Huth | 1. Oktober 1942 bis unbekannt |
| Generalmajor | Werner Junck           | bis 15. September 1943        |
| Oberst       | Carl Vieck             | bis 8. September 1944         |